# Comuna Maloricenske, Alușta
Maloricenske (în ucraineană Малоріченське) este o comună în orașul regional Alușta, Republica Autonomă Crimeea, Ucraina, formată din satele Heneralske, Maloricenske (reședința), Rîbace și Soneacinohirske.

## Demografie
Componența lingvistică a comunei Maloricenske
     Rusă (82,9%)
     Tătară crimeeană (9,4%)
     Ucraineană (6,93%)
     Alte limbi (0,18%)
Conform recensământului din 2001, majoritatea populației comunei Maloricenske era vorbitoare de rusă (82,9%), existând în minoritate și vorbitori de tătară crimeeană (9,4%) și ucraineană (6,93%).